# Elizabeth Olsen
Elizabeth "Lizzie" Chase Olsen (Sherman Oaks, Californië, 16 februari 1989) is een Amerikaanse actrice. Haar hoofdrol in de dramafilm Martha Marcy May Marlene (2011) leverde haar nominaties op voor onder meer een Saturn Award, een Independent Spirit Award en een Satellite Award. De British Academy of Film and Television Arts (BAFTA) nomineerde haar in 2013 voor de Rising Star Award. In 2021 werd Olsen onder andere genomineerd voor een Emmy Award en een Golden Globe voor haar rol in WandaVision waar ze de rol van Wanda Maximoff vertolkt. Olsen is een jongere zuster van voormalig kindsterren Mary-Kate en Ashley Olsen. IMDb noemde Olsen in 2021 de populairste acteur van het jaar.

## Biografie
Olsen maakte in 2011 haar (bioscoop-)filmdebuut met een hoofdrol in de horror/thriller Silent House. Daarin speelt ze Sarah, een meisje dat vast komt te zitten in het buitenverblijf van haar ouders. Datzelfde jaar speelde ze de titelrol in de dramafilm Martha Marcy May Marlene, als jonge vrouw die weer een normaal leven probeert te leiden nadat ze gevlucht is uit een sekte. In Peace, Love and Misunderstanding is ze te zien aan de zijde van Jane Fonda, als haar kleindochter. Haar bekendste rollen had zij in Godzilla en Avengers: Age of Ultron. In beide films speelde ze samen met Aaron Taylor-Johnson. Ze was hierna weer te zien in de Marvel-franchise als Wanda Maximoff: onder andere in Captain America: The Winter Soldier, Avengers: Age of Ultron, Captain America: Civil War, Avengers: Infinity War,  Avengers: Endgame en Doctor Strange in the Multiverse of Madness. In januari 2021 nam ze deze rol weer op haar in de superheldenserie op de streamingdienst Disney+, genaamd WandaVision. In 2021 noemde IMDb haar de populairste actrice van het jaar.